# Eckhard Kuhla
Eckhard Kuhla (* 1941 in Nordhausen) ist ein deutscher Ingenieur, Kabarettist, Publizist und Akteur der Männerrechtsbewegung. Er gilt als eine der führenden Figuren des deutschen Antifeminismus, der insbesondere für eine traditionelle Rollenverteilung im Sinne eines patriarchalen Weltbildes und die Einschränkung der Homosexualität agitiert.

## Leben und Wirken
Kuhla studierte Maschinenbau an der Technischen Hochschule Berlin und der Technischen Hochschule Darmstadt mit Abschluss als Diplom-Ingenieur. Danach initiierte und leitete er internationale, vorwiegend strategische Projekte bei der DB AG (u. a. „Sandy“, ein GPS-gestütztes System zur Güterwagen-Ortung), für die Europäische Kommission, als Geschäftsführer des „Forschungskonsortiums Kombinierter Verkehr“ und als Sprecher der Mobilitätsinitiative moin. Er führte anschließend als Gründungsgeschäftsführer der Bayerischen Trailerzug Gesellschaft mbH ein US-amerikanisches System für den kombinierten Verkehr auf der Strecke München – Verona ein.
Seit fast 20 Jahren beschäftigt Kuhla sich mit dem Thema Geschlechterpolitik, seine Ansichten sind konservativ und stark christlich geprägt, er sieht in Feministinnen seine politischen Gegner. Mit einigen Autoren des von ihm und Paul-Hermann Gruner 2009 herausgegebenen Sammelbandes „Befreiungsbewegung für Männer“ gründete er die geschlechterpolitische Arbeitsgemeinschaft Agens e. V. Mit der späteren Aufnahme von Frauen verlagerte Kuhla, als Vorstand von AGENS, den Fokus auf das Thema „Neues Arrangement von Mann UND Frau“. Zu diesem Thema war Kuhla als Autor und Initiator von Veranstaltungen tätig.

### Autor
Kuhla behandelte in mehreren Medien als Kommentator u. a. die Themen Gender-Mainstreaming, Gender und Biologie, Politische Korrektheit sowie Gendersprache. Weitere Schwerpunkte lagen auf familienpolitischen Themen sowie beim Thema Trennungskinder und Jungen.

### Veranstalter
Kuhla initiierte als Vorstand von AGENS Veranstaltungen, u. a. mit der Universität Düsseldorf, mit dem Wissenschaftszentrum Berlin, dem Max-Planck-Institut für Bildungsforschung sowie themenrelevante Aktionen, zum Beispiel vor dem Brandenburger Tor.
Bis 2012 war Kuhla Texter und Spielleiter der von ihm gegründeten Kabarettgruppe „Die Giftspritzen“.
Kuhla ist verheiratet und Vater zweier Kinder.

## Veröffentlichungen
- als Redakteur mit Heinrich Lehmann: Herausforderung an den Einzelwagenverkehr der Bahnen? 2. bis 3. Dezember 1982 in Frankfurt. DVWG, Bergisch Gladbach 1983.
- als wiss. Leiter mit Sigurd Rielke: Zukunftsperspektiven des kombinierten Verkehrs. 12. bis 13. September 1991 in Augsburg. DVWG, Bergisch Gladbach 1992.
- als wiss. Leiter mit Herbert Barton: Güterverkehr und Telematik. 5. bis 6. März 1998 in Berlin. DVWG, Bergisch Gladbach 1998, ISBN 3-933392-11-X.
- hrsg. mit Paul-Hermann Gruner: Befreiungsbewegung für Männer. Auf dem Weg zur Geschlechterdemokratie – Essays und Analysen. Psychosozial-Verlag, Gießen 2009, ISBN 978-3-8379-2003-1.
- hrsg.: Schlagseite – MannFrau kontrovers. Klotz, Magdeburg 2011, ISBN 978-3-88074-031-0, Sammelband zusammen mit Gerhard Amendt, Günther E. Buchholz, Peter Döge. Monika Ebeling, Astrid von Friesen, Christian Hausen, Arne Hoffmann, Dieter Katterle, Birgit Kelle, Adorján Ferenc Kovács, Bernhard Lassahn, Gerd Riedmeier, Peter Tholey, Alexander Ulfig